# Tömörkény István Gimnázium és Művészeti Szakközépiskola
A Tömörkény István Gimnázium és Művészeti Szakközépiskola Szeged egyik gimnáziuma.

## Története
Az intézmény jogelődjét 1897-ben alapította Szeged városa, akkor Állami Felsőbb Leányiskola néven. Erre azért volt szükség, mert a 19. században igény mutatkozott a gazdagabb családok leányainak oktatására. Az intézmény kezdeti helye a szegedi Novák-ház volt, amely a mai Szabadkai sugárút és Földvári utca sarkán található. A 20. század elején a M. Kir. Vallás és Közoktatási Minisztérium megvásárolta a Wodlianer-telket, így 1901 és 1903 között itt építették a ma is álló intézményt állami beruházásként. A motívumban gazdag szecessziós stílusú építményt Lechner Ödön tanítványa, Baumgarten Sándor tervezte. Kezdetben 200 leánynövendék tanult hatvan internátusi helyben és 12 tanteremben. 1916 során az intézmény leánygimnázium lett. Ugyanebben az évben az intézményt a megszálló francia csapatok kaszárnyaként használták 4 éven át. Emellett az intézmény pincéjében börtönt alakítottak ki az elfogott kommunisták részére. 1922 során az intézményt átnevezték Árpád-házi Szent Erzsébet Leánygimnáziumra. Az 1930-as évekre a tanulók létszáma elérte az 500 főt. 

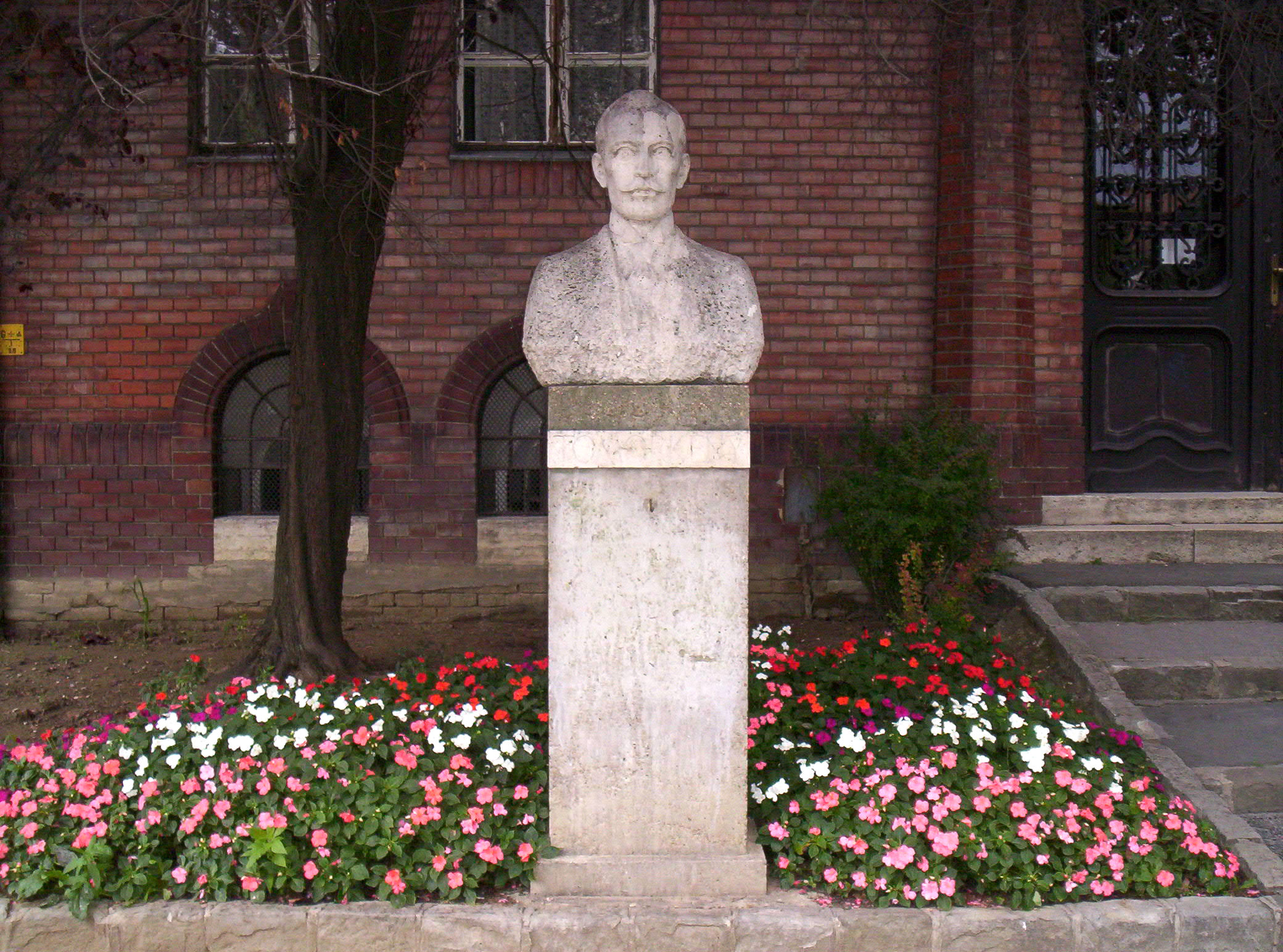
Tömörkény István, az intézmény névadójának szobra a gimnázium előtt

A világháborúk során az intézmény hadikórházként funkcionált, a diákok addig a város más intézményeiben kényszerültek tanulni. A világháborúk során súlyos anyagi károkat szenvedett el az intézmény. 
Az 1950-es évektől kezdve hatalmas változáson esett át az intézmény. 1952-ben felvette Szeged neves írójának, Tömörkény Istvánnak a nevét. Még ebben az évben zenei tagozattal bővült az osztályok száma, és az 1960-as években a fővárost és Pécsett követően itt alakult meg harmadikként a képző- és iparművészeti képzés. Ekkor épült az ipari képzést kielégítő „alkotóház” is. 1965 és 1980 között itt folyt egészségügyi szakközépiskolai képzés, amely ezt követően a Kossuth Zsuzsa Egészségügyi Szakközépiskolába került át. 1975-ben pedig elindult a színpadi táncos képzés, amit négyévente indít a gimnázium. 1984 után a nevében viseli a Művészeti Szakközépiskola címet. 
A gimnáziumi oktatás átszervezése 1989-ben kezdődött. Az addig egységes gimnáziumi osztályokat a társadalmi igényeknek megfelelően speciális képzéssel tették vonzóvá. Ekkoriban vezették be a humán, angol–német, magyar–német két tanítási nyelvű osztályokat, amelyek mellé környezetvédelmi képzés is indult. 1990 és 2005 között itt folyt a zeneszakmai képzés. A 2005–2006-os tanévben bevezetésre került a magyar–spanyol két tanítási nyelvű osztály is. 1996 során a gimnáziumot összevonták a Szilágyi Erzsébet kollégiummal. 1997-ben egyhetes centenáriumi ünnepségét tartotta az intézmény. 2008-ban az épületet teljes körűen felújították és új épületszárnnyal bővítették. 

## Tagozatok

### Általános tantervű képzés
| Felvehetők száma | Tagozatkód | Képzési idő |
| ---------------- | ---------- | ----------- |
| 32 fő            | 0008       | 4 év        |

Ez az orientációjú osztály heti 4 órában tanul két idegen nyelvet. Elsőnek angolt, másodiknak olaszt vagy spanyolt, amit a felvételi eredmények alapján oszt be az iskola.

### Biológia és környezetvédelmi orientációjú általános tantervű képzés
| Felvehetők száma | Tagozatkód | Képzési idő |
| ---------------- | ---------- | ----------- |
| 18 fő            | 0007       | 4 év        |

A képzésre olyan diákokat nevelnek ki, akik érdeklődnek a környezetvédelem, természetvédelem és biológia iránt. A szemléletformálás és a természettudományos szakirányú felvételire való felkészítés. 9. és 12. osztály között heti 4 emelt óraszámban tanulhatnak biológiát, amit 11. és 12. évfolyamon emelt szinten sajátíthat el a tanuló. A kémiát 9. és 10. osztályban heti 2 órában tanulhatnak. A természetvédelem, illetve a környezetvédelem pedig a biológia órába épül be. Első idegen nyelv az angol, második a német (heti 3 óraszámban).

### Emelt szintű angol nyelvi képzés
| Felvehetők száma | Tagozatkód | Képzési idő |
| ---------------- | ---------- | ----------- |
| 16 fő            | 0004       | 4 év        |

Ez a csoport heti 5 órában tanul idegen nyelvet. Elsőnek angolt, másodiknak németet. A cél pedig az emelt angol nyelvi érettségire való felkészítése.

### Emelt szintű humán képzés
| Felvehetők száma | Tagozatkód | Képzési idő |
| ---------------- | ---------- | ----------- |
| 32 fő            | 0006       | 4 év        |

A tanulók magyar nyelv és irodalmat, illetve történelmet tanulhatnak heti 5 órában. Heti 4 órában angol, heti 3 órában latin nyelvet tanulnak. A latin nyelv tanulása mellett a diákok betekintést kaphatnak az ókori irodalomba, történelembe és kultúrába, csoportbontás keretén belül. 11. osztályban ezeket a tárgyakat emelt szinten tanulják, még mozgókép és médiaismeretből is.

### Emelt szintű német nyelvi képzés
| Felvehetők száma | Tagozatkód | Képzési idő |
| ---------------- | ---------- | ----------- |
| 16 fő            | 0003       | 4 év        |

Ez a tagozat az angolhoz hasonló, azzal a különbséggel, hogy itt a német az első számú nyelv és az emelt német nyelvi érettségire,illetve a német középfokú nyelvvizsga szintjére való felkészítés a cél. A német nyelvet ráadásul anyanyelvi lektor által lehet tanulni.

### Ének-zene orientációjú általános tantervű képzés
| Felvehetők száma | Tagozatkód | Képzési idő |
| ---------------- | ---------- | ----------- |
| 14 fő            | 005        | 4 év        |

A diákok heti 3 órában tanulhatnak ének-zene tárgyat és részt vehetnek az iskolai énekkarban. Első idegen nyelv az olasz, míg második az angol amit heti 3-3 órában sajátíthatnak el.

### Magyar-spanyol, illetve magyar-német két tanítási nyelvű képzések
| Felvehetők száma | Tagozatkód       | Képzési idő |
| ---------------- | ---------------- | ----------- |
| 16 fő            | 001, illetve 002 | 1+4 év      |

Mindkét évfolyam esetében van egy nyelvi előkészítő évfolyam (KNY évfolyam), ahol a diákok heti 18 órában tanulják az adott nyelvet. A többi tantárgy esetében szinten tartó oktatás folyik. Felsőbb évfolyamon már az adott nyelvhez kapcsolódó civilizációt, a történelmet és a biológiát tanulják az adott nyelven. A törzsanyagot 9-12. évfolyam között tanulják. A tagozatokhoz nem kötelező a nyelvi előképzettség.

### Művészeti szakgimnáziumi képzés
Az iskola szakmai programban a cél az, hogy az ilyen irányú képzésben résztvevő gyerekek az alkotói gondolkodást és az adott szakok szakmai alapjait sajátítsák el 4+1 tanév párhuzamos képzés során. Minden osztály esetében angol nyelvet tanulnak. A képzés végén a diákok szakképesítő bizonyítványt kapnak.
Az alábbi művészeti szakok vannak jelenleg a gimnáziumban:
| Szakirány megnevezése | Felvehetők száma | Tagozatkód |
| --------------------- | ---------------- | ---------- |
| Művészeti grafikus    | 8 fő             | 0009       |
| Kerámiaműves          | 8 fő             | 0010       |
| Szobrász              | 8 fő             | 0011       |
| Textilműves           | 8 fő             | 0012       |

## Híres diákok, tanárok
- Kardos Klára író, műfordító
- Soós Paula 1935 és 1988 között a gimnázium matematika–fizika szakos tanára
- Lang Jánosné Steiner Zsuzsanna 1954 és 1987 között a gimnázium matematika–fizika szakos tanára
- Bánvölgyi László szobrász, restaurátor, 1976 és 1980 között itt tanult
- Magyar Mihály grafikus, 1976 és 1980 között itt tanult
- Rimóczi Márta balettmester, itt tanult
- Kiss Jenő Ferenc szobrász, 1986 óta a gimnázium tanára
- Zoltánfy István festőművész, 1968 és 1988 között a gimnázium tanára
- Henn László András festőművész, 1974 és 1978 között itt tanult
- Szalay Ferenc festőművész, grafikus, 1964-től nyugdíjazásáig a gimnázium tanára, igazgatóhelyettese volt
- Kalmár Márton szobrász, 1961 és 1964 között itt tanult, 1991 óta a gimnázium művészeti igazgatója
- Tápai Antal szobrász, 1961 és 1964 között a gimnázium tanára, majd 1964 és 1986 között a gimnázium művészeti igazgatója
- Vitéz Csák Attila grafikus, szobrász, restaurátor, a Vitéz Rend tagja, az iskola egykori tanulója
- Busa Tamás operaénekes, 1969 és 1973 között itt tanult
- Frideczky Katalin zongoraművész, zenepedagógus, írónő, 1976 és 1981 között itt tanított
- Józsa Gábor szobrász, 1971 és 1974 között itt tanult
- Nagy Zsolt tubaművész, tanár, 1975 és 1979 között itt tanult
- Ambrus Rita énekesnő, a Megasztár negyedik szériájának döntőse, az iskola egykori diákja
- Tóth Géza rádiós, a Rádió 88 ügyvezető igazgatója, a gimnázium egykori tanulója
- Kovács Zsigmond magyar karikaturista, festőművész, előadóművész, 1991 és 1995 között itt tanult
- Szűcs Zoltán trombitaművész-tanár, a Liszt Ferenc Zeneművészeti Egyetem Trombita Tanszakának adjunktusa, nyugdíjas oktatója, a gimnázium egykori tanulója
- Keményffy Gábor magyar formatervező művész, művészeti tanár, 1973 és 1977 között itt tanult
- Bíró Annamária fazekas, a népművészet mestere, a gimnázium diákja
- Korkes Zsuzsanna Katalin magyar muzeológus, néprajzkutató és kultúrantropológus, 1968 és 1972 között itt tanult
- Tornai Helga író, nyelvtanár, a gimnázium egykori diákja
- F. Orosz Sára magyar keramikusművész és művészetelméleti kutató, a gimnázium egykori diákja
- Csóka Béla operaénekes (bariton), a Zeneakadémia és egy tanévben a Színház- és Filmművészeti Főiskola énektanára volt, 1967-től haláláig a gimnáziumban tanított. Tanítványa Tokody Ilona volt.
- Tokody Ilona Kossuth- és Liszt Ferenc-díjas magyar operaénekes (szoprán), érdemes és kiváló művész, a Halhatatlanok Társulatának örökös tagja, a gimnázium egykori tanulója
- Fritz Mihály szobrász, énekművész 1961 és 1965 között itt tanult
- Kovács Júlia Ferenczy Noémi-díjas üvegtervező iparművész, a gimnázium egykori tanulója
- Kovács Panka színésznő, 2011 és 2015 között itt tanult
- Szabó Dénes a Nemzet Művésze címmel kitüntetett, Kossuth-díjas és Liszt Ferenc-díjas zenepedagógus, kórusvezető, a gimnázium egykori tanulója
- Farkas Pál szobrász, 1961 és 1965 között itt tanult
- Kopasz Márta magyar festő- és grafikusművész, 1963-tól nyugdíjazásáig itt tanított
- Fűz Veronika szobrász, éremművész, 1966 és 1970 között itt tanult
- Csókás Emese Ferenczy Noémi-díjas magyar textiltervező iparművész, 1975 és 1979 között tanult itt
- Szabó Gabi színművésznő, 1983 és 1987 között tanult itt
- Rusz Milán Jászai Mari-díjas magyar színművész, rendező, író, 1980 és 1981 között tanult itt
- Fodor Ilda magyar keramikus, pedagógus, itt érettségizett
- Bene Zoltán író, 1987 és 1991 között itt tanult
- Nagy Péter magyar alkalmazott grafikus, animátor avagy mozdulattervező, 1993-1997 között itt tanult
- Dr. Estók János történész, muzeológus, egyetemi tanár, az ELTE Bölcsészettudományi Kar oktatója, 2014-től a Magyar Mezőgazdasági Múzeum igazgatója, a gimnázium egykori tanulója.
- Udvardy Anikó szobrász, 1966 és 1970 között itt tanult
- Szigeti Lajos Sándor irodalomtörténész, kritikus, 1977-ben a gimnázium tanára
- Felber Gabriella magyar opera-énekesnő (szoprán), a gimnázium egykori tanulója
- Almási Sándor színész, a gimnázium egykori tanulója
- Tarnay Kristóf Ábel magyar újságíró, publicista, kommunikációs szakember, a HVG munkatársa, a gimnázium egykori tanulója
- Nátyi Róbert magyar művészettörténész, egyetemi oktató, kurátor, 1985 és 1989 között itt tanult
- Hetényi Magdolna Széchenyi-díjas magyar geokémikus, egyetemi tanár, a Magyar Tudományos Akadémia rendes tagja, 1958 és 1962 között tanult itt
- Kubinyi Anna Kossuth-díjas magyar gobelintervező, textilművész, 1966 és 1970 között tanult itt
- Kemény Lajos Széchenyi-díjas magyar orvos, bőrgyógyász, immunológus, allergológus, egyetemi tanár, a Magyar Tudományos Akadémia levelező tagja, a gimnázium egykori tanulója
- Pádár Nikolett, Európa-bajnok úszó

## Árpádházi Szent Erzsébet Alapítvány a Tömörkény István Gimnáziumért
Ez a gimnázium alapítványa. Az iskola nevelő-oktató munkája mellett a művészeti tagozatait kifejezetten támogatja. Nyaranta alkotótáborokat szervez nekik Mártélyon, majd a művek kiállításra kerülnek, megvásárolhatóak ((ezzel is gyarapítják az alapítványi vagyont). Ezenkívül alapítványi gálát és képzőművészeti kiállítást szerveznek.

## Érdekességek
Az 1986-os Szerelem első vérig című film szereplői, Füge és Ágota a történet szerint ebben az iskolában végzős diákok.

## Galéria

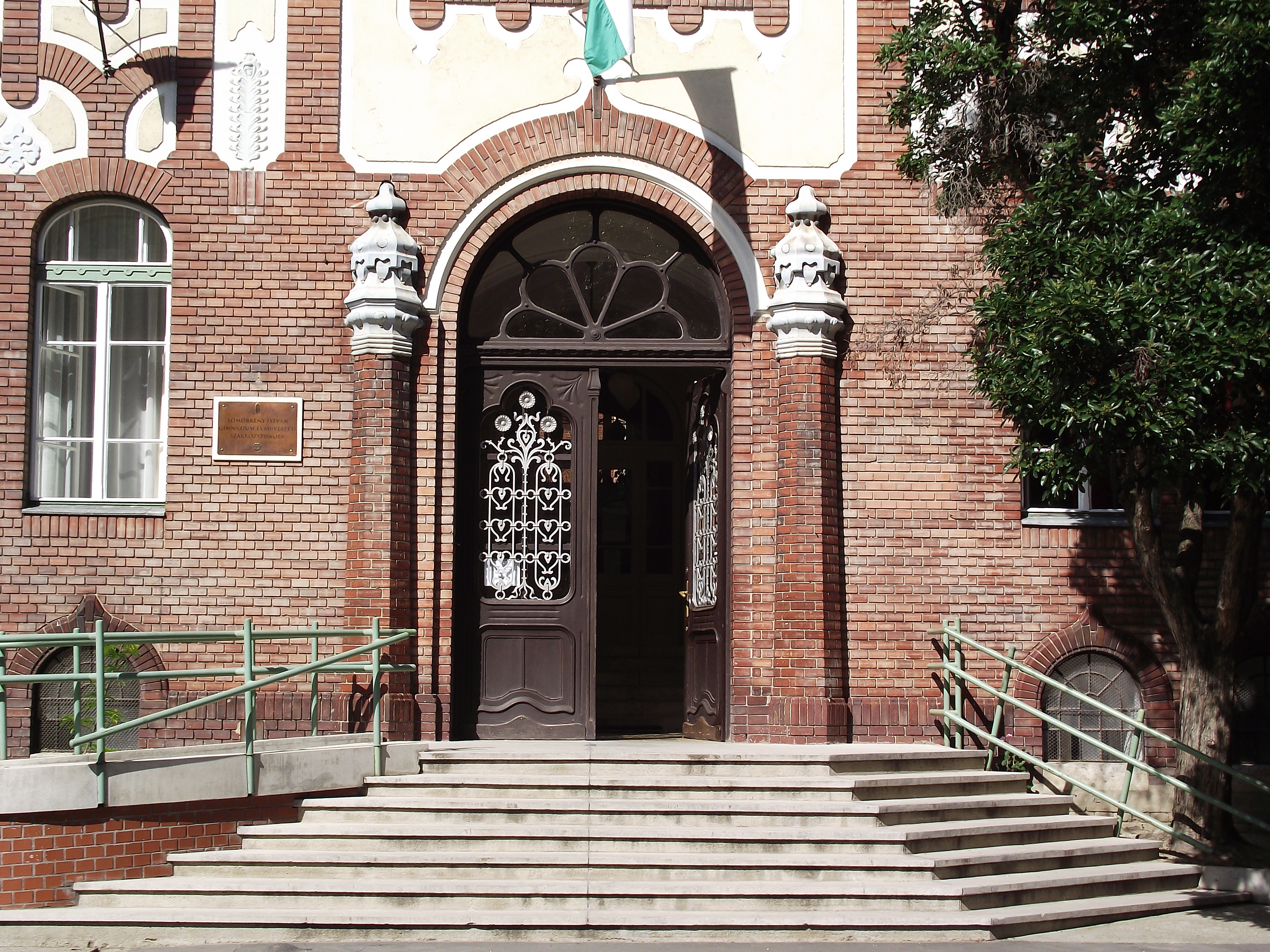
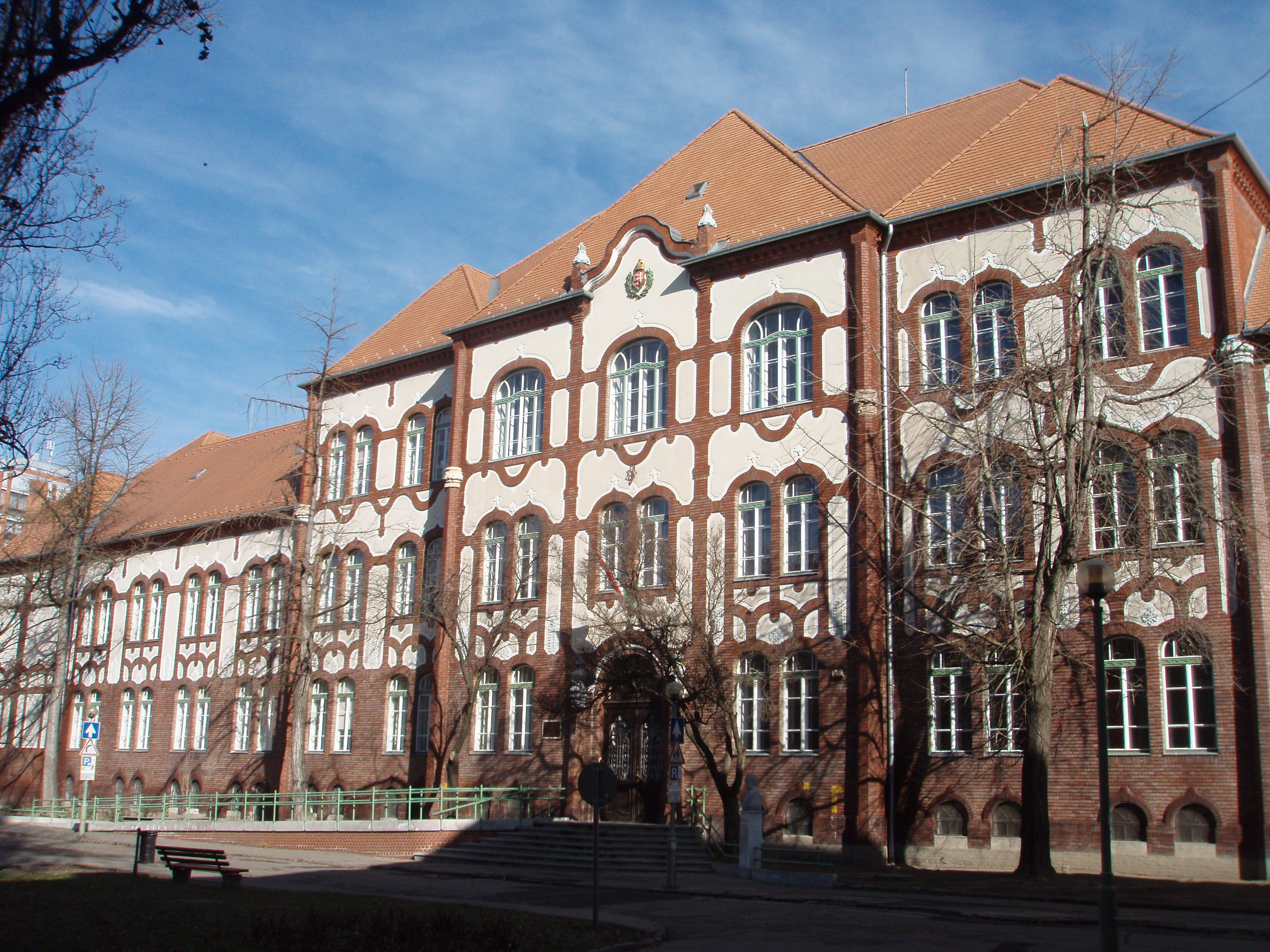
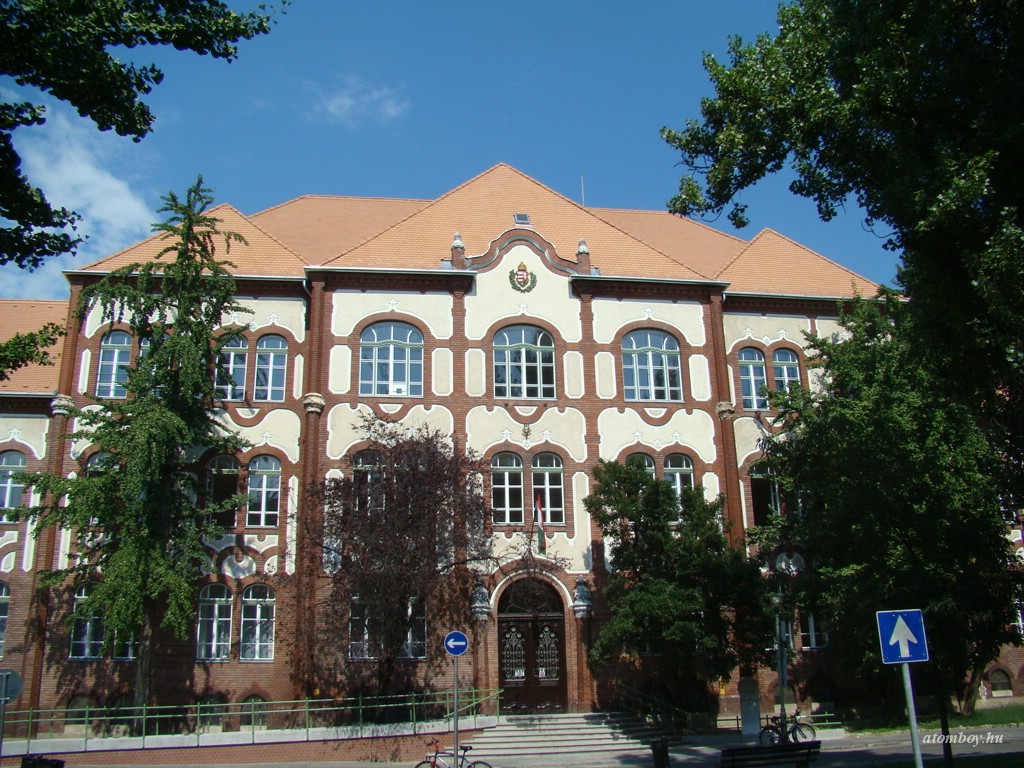